# 太陽に突っ走れ
『太陽に突っ走れ』（たいようにつっぱしれ、Dash to The Sun）は、1966年の日本映画。主演 ： 千葉真一、監督 ： 鷹森立一、製作 ： 東映。モノクロ・シネマスコープ、88分。

## 解説
2009年に国民栄誉賞を受賞した作曲家・遠藤実の自叙伝『太陽も笑っている』を基にした作品。作曲家になるという大きな夢を抱いて上京した青年・進藤孝（遠藤）が、慣れない都会生活にもめげず、妻の優しい励ましに支えられながら初志を貫き、歌謡界に旋風を巻き起こすまでが描かれており、具体的な時期としてはミノルフォンの立ち上げに関わるまでの半生を映画化した。主人公・進藤孝には千葉真一が扮し、困難にもめげず夢に向かって突き進む様を清々しく演じており、遠藤の作曲した主題歌・挿入歌も歌っている。主な脇役として、一途に支える高村光枝に十朱幸代、一緒に盛り場で流しをする増田健吉に長門裕之、妹・さかえに大原麗子、実業家・山中に東野英治郎らが配役されている。遠藤は映画音楽も担当し、教え子や楽曲提供された舟木一夫・こまどり姉妹・島倉千代子・北原謙二・梶光夫・一節太郎・扇ひろ子・三船和子らが出演した。キャッチコピーは、「音楽に結ばれた若い恋！流れ湧く感動のヒットメロディー！」。

## ストーリー
作曲家になることを目指し、新潟県から上京した進藤孝は、同じ夢を抱く増田健吉と一緒に盛り場で流しの歌手をしていた。そんな彼らにも一人二人とファンがついていき、そのなかに大衆食堂「ふじや」で働く高村光枝がいた。

## キャスト
- 千葉真一 - 進藤孝

- 十朱幸代 - 高村光枝
- 大原麗子 - 進藤さかえ
- 東野英治郎 - 山中社長
- 長門裕之 - 増田健吉
- 菅原謙二 - 天田
- 砂塚秀夫 - 山之家花丸
- 千之赫子 - 清美
- 菅井一郎 - 進藤清一
- 今井健二 - 川合幸一
- 中村是好 - 源さん
- 沢彰謙 - 赤沢親分
- 柳生博 - 大山
- 桧有子 -
- 吉川満子 - 進藤その
- 河合絃司 - ふじやのおやじ
- 打越正八 - 刑事
- 松平峯夫 - 川合の同僚A
- 鈴木義征 - 川合の同僚B
- 菅原壮男 - 川合の同僚C
- 高須準之助 - 公会堂の男
- 沢田浩二 - やくざのあんちゃん
- 佐藤晟也 - 出前持ち
- 舟木一夫（コロムビア） - 歌手
- こまどり姉妹（コロムビア） - 歌手
- 北原謙二（コロムビア） - 歌手
- 一節太郎（クラウン） - 歌手
- 梶光夫（コロムビア） - 歌手
- 扇ひろ子（コロムビア） - 歌手
- よつば姉妹（クラウン） - 歌手
- 三船和子（ミノルフォン） - 歌手
- ミノルフォン全歌手
- 島倉千代子 - 歌手 ※ノンクレジット

## スタッフ
- 監督 - 鷹森立一
- 企画 - 秋田亨
- 原作 - 遠藤実 『太陽も笑っている』（太平出版）
- 脚本 - 池田雄一
- 撮影 - 西川庄衛
- 録音 - 大谷政信
- 照明 - 桑名史郎
- 美術 - 北川弘
- 編集 - 長沢嘉樹
- 助監督 - 山口和彦
- 進行主任 - 清河朝友
- 現像 - 東映化学工業株式会社
- スチール - 藤井静 ※ノンクレジット
- 音楽 - 遠藤実
- 協力 - 太平グループ
  - 太平住宅
  - 太平火災相互
  - 太平ビルサービス
  - 太平観光
  - ミノルフォン
  - 理研映画
  - 太平木材
  - 太平印刷
  - 太平出版
  - タイヘイフィルム
  - 太平会館

## 主題歌・挿入歌
- 主題歌 「太陽も笑っている」 唄 - 千葉真一、作詞 - 中山正男、作曲 - 遠藤実
- 挿入歌 「妻に捧げる歌」 唄 - 千葉真一、作詞・作曲 - 遠藤実
- 規格 - EP、規格品番 - KA-65
- レーベル - ミノルフォン・レコード
- 録音 - 太平スタジオ